# 强军战歌
《强军战歌》是中华人民共和国的一首军歌，由印青作曲、王晓岭作词。

## 创作背景
2013年3月的中华人民共和国十二届全国人大一次会议解放军代表团全体会议上，中共中央总书记、中共中央军委主席习近平强调要打造一支“听党指挥、能打胜仗、作风优良”的军队，即“党在新形势下的强军目标”。中国人民解放军总政宣传部决定为此推出一首新军歌，并将任务分配给了印青和北京军区政治部文工团艺术指导王晓岭。在央广网的采访中，王晓岭将这项工作形容为总政宣传部和艺术局给自己和印青的“命题作文”。
歌词以“听吧”、“号角吹响”、“召唤在前方”开头，以便融入“号召”、“新时代”的意象。在副歌的开头，王晓岭以“将士们”开头，后接“听党指挥、能打胜仗、作风优良”的口号，使得副歌歌词形成四句式结构，更易于谱曲。在王晓岭看来，“将士们”既有号召的意思，也是“将士”对口号的践行。口号本身也形成江阳辙，使得歌词念唱嘹亮。他花了一星期时间完成作词，并将歌词转交给负责作曲的印青。印青摒弃传统军歌从正拍起的惯例，转为采用“抑扬格”（弱起）来加入对比，他将这一技巧形容为“回过拳头打人”。印青还在歌词一些需要强调的关键词处作了额外的强调处理。副歌的“将士们”转为正拍承自第一段的主题五声音阶下行，使得几处短句合为一个长句。行进到歌词唱出“敢较量”时，印青将旋律上行六度来增加对比，突出“大无畏精神”。王晓岭评价印青的作品时盛赞“他的曲特别符合我对音乐的想象”，旋律“铿锵有力，很大气”。
歌曲完成后，北京卫戍区某部战士对歌曲首先进行试唱。经过几次培训后，军人很快适应了弱起的节拍，最后军区领导确认在无伴奏、清唱的情况下合唱没有问题才将歌曲通过。

## 歌曲使用
总政宣传部先是将《强军战歌》刊在2013年7月9日的《解放军报》上，后又将一些不同的演唱版本刻录成光盘下发部队。各部队接到音像资料后不久很快展开了大大小小的教唱学唱的活动。2014年，《强军战歌》入选解放军宣传机关向全军推广的20首强军战歌系列歌曲，并获得第十三届精神文明建设“五个一工程”奖。歌曲还在2015年中央电视台春节联欢晚会、纪念中国人民抗日战争暨世界反法西斯战争胜利70周年阅兵式、2019年中国国庆70周年阅兵式、庆祝中国共产党成立100周年文艺演出《伟大征程》上奏响。

## 注解
1. ↑  当中包括总政歌舞团歌唱家阎维文的独唱版本[4]。